# Jean Richer (graveur)
Pour les articles homonymes, voir Jean Richer et Richer.
Jean Richer (peut-être prénommé Jean-P. : Pierre ou Paul ?) est un graveur en taille-douce français actif dans le second tiers du XVIIe siècle.

## Biographie
Il est peut-être apparenté à d'autres graveurs de même nom : Louis Richer (graveur d'estampes et caricatures politiques), Antoine Richer (graveur en taille-douce, actif vers 1662), Jean Richer (graveur et marchand d’estampes, établi rue Gervais Laurent à l’enseigne des Trois perles et actif vers 1640-1650), un autre Jean Richer encore (graveur du roi, mort en 1685), ou Pierre Richer qui signe quelques estampes. Cependant pour l'instant, aucune généalogie n'est établie.
En 1659, Jean Richer était un bourgeois de Paris, demeurant rue Poulletière dans l'Île Saint-Louis (dite alors Île Notre-Dame). Il habitait chez le philosophe et grammairien Louis de Lesclache (ca 1620-1671). 
Plus qu'un graveur en estampes, on peut supposer que Richer a été graveur en lettres (ceux-ci gravaient les légendes des estampes et des travaux de ville).

## Œuvres

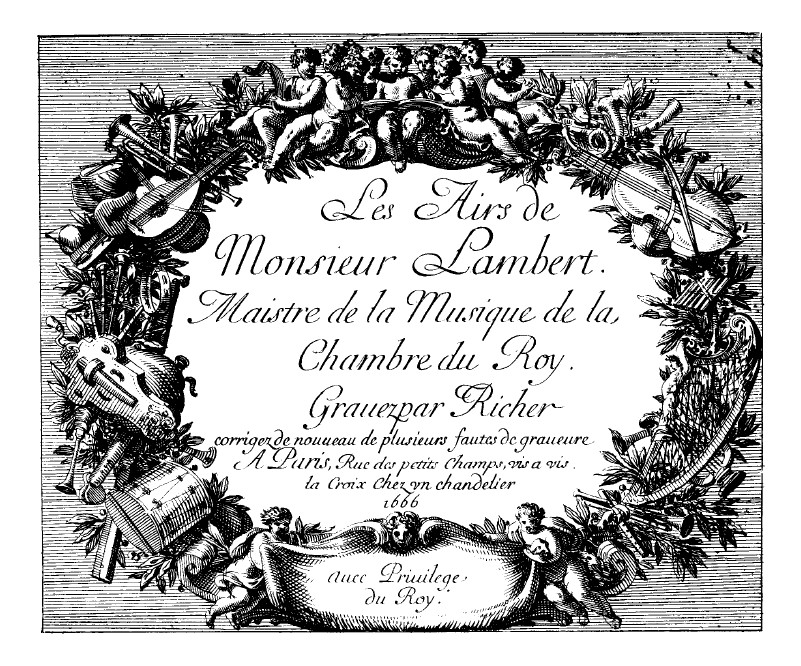
Page du titre du tirage de 1666 des Airs de Michel Lambert gravés par Richer en 1659-1660.

Entre 1652 et 1656, paraissent plusieurs parties d'un ouvrage de Louis de Lesclache : La Philosophie expliquée en tables, dont toutes les pages sont gravées par Richer, en format in-quarto. Le frontispice gravé est aussi signé « JP Richer ». L’ouvrage est retiré sous le titre d’Abrégé de la philosophie en tables avec un autre frontispice gravé par « JP Richer », d’après un dessin de François Chauveau.
Mais Richer est plus connu comme étant un des premiers graveurs en musique français ; on lui doit :
- Michel Lambert. Les Airs... gravez par Richer. Paris : Guillaume de Luyne, 1660. RISM L 381 à 384[3].
- Bertrand de Bacilly. Nouveau livre d’airs gravez par Richer... Paris : Charles de Sercy, 1661. RISM B 573. Paris BnF (Mus.) : Rés. Vmf 37.
- Bertrand de Bacilly. Premier livre d’airs Paris : chez l’auteur, gravé par Richer, 1662. Versailles BM, manque au RISM.
- Bertrand de Bacilly. Second livre d’airs. Paris : chez l’auteur, 1664, gravé par Richer. RISM B 576. Paris BnF (Mus.) : Rés 112.

Ces trois livres sont réédités dans Les trois livres d’airs regravez de nouveau en deux volumes... Paris, [chez l’auteur], 1668. RISM B 581 et B 581a. Paris BnF (Mus.) : Rés 113 et Rés Vmf 38. Fac-similé aux Éditions J.-M. Fuzeau avec une préface de Philippe Lescat.
- Denis Gaultier. Pièces de luth... sur trois différens modes nouveaux. Paris : chez l'auteur, gravé par Richer, 1670. RISM G 588.